# Distrito de Kumi
El distrito de Kumi es uno de los varios distritos en los que Uganda se subdivide. Posee 2821 km² de superficie y una población de 389.665 personas, dando lugar a una densidad de 138 pobladores por kilómetro cuadrado. Su nombre proviene de su ciudad capital, la ciudad de Kumi.

## Transporte
Este distrito posee una estación de trenes de los ferrocarriles de Uganda. Además de algunos caminos y carreteras en mal estado.
- Datos: Q1151062
- Multimedia: Kumi District / Q1151062